# Herman Oldenbrant
Jöns Herman Oldenbrant, född 17 januari 1915 i Kvarnsjö, Övre Ljungdalens socken, Jämtlands län, död 17 april 2007 i Östersund, var en svensk målare och tecknare.
Han var son till hemmansägaren Olof Olofsson och Helena Eriksson samt från 1944 gift med Greta Wiklund. Han studerade konst vid Olof Iwalds målarskola 1947-1951. Han medverkade i samlingsutställningar arrangerade av Östersunds konstklubb och från 1950 med Jämtlands läns konstförening.    